# Kickboxing ai Giochi mondiali 2025
Le competizioni di kickboxing ai Giochi mondiali 2025 si sono svolte dal 12 al 14 agosto 2025 al Sichuan Provincial Gymnasium di Chengdu, in Cina.

## Podi

### Uomini
| Specialità                     | Oro                | Argento                 | Bronzo                |
| 63.5 kg K-1 (dettagli)         | Hlib Mazur         | Amin Guliyev            | Asilbek Sodikov       |
| 75 kg K-1 (dettagli)           | Osaid Jodah        | Dimitar Stoyanov        | Anthony Schleicher    |
| 91 kg K-1 (dettagli)           | Roman Shcherbatiuk | Emin Özer               | Khusankhon Baratov    |
| 63 kg semi-contact (dettagli)  | Roland Veres       | Gabriele Lanzilao       | Borislav Radulov      |
| 74 kg semi-contact (dettagli)  | Erik Zimmermann    | José Santiago Bendfeldt | Carvin Guiliano Burke |
| +84 kg semi-contact (dettagli) | Dimitrios Economo  | Hector Solorio          | Dwayne Morin          |

### Donne
| Specialità                    | Oro                 | Argento              | Bronzo            |
| 52 kg K-1 (dettagli)          | Yulia Sachkov       | Klára Strnadová      | Daryna Ivanova    |
| 60 kg K-1 (dettagli)          | Valence Bickel      | Lucia Cmárová        | Alina Martyniuk   |
| 70 kg K-1 (dettagli)          | Catarina Dias       | Polina Grossman      | Aleksandra Krstić |
| 50 kg semi-contact (dettagli) | Federica Trovalusci | Aybüke Kilinç        | Aleksandra Krstić |
| 60 kg semi-contact (dettagli) | Evelyn Neyens       | Aleksandra Georgieva | Francesca Ceci    |
| 70 kg semi-contact (dettagli) | Andrea Busa         | Stefanie Megerle     | Tina Baloh        |

## Medagliere
| Posiz. | Nazione     | Oro | Argento | Bronzo | Totale |
| ------ | ----------- | --- | ------- | ------ | ------ |
| 1      | Israele     | 2   | 1       | 0      | 3      |
| 2      | Ucraina     | 2   | 0       | 2      | 4      |
| 3      | Ungheria    | 2   | 0       | 0      | 2      |
| 4      | Italia      | 1   | 1       | 1      | 3      |
| 5      | Paesi Bassi | 1   | 0       | 1      | 2      |
| 6      | Austria     | 1   | 0       | 0      | 1      |
| 6      | Regno Unito | 1   | 0       | 0      | 1      |
| 6      | Grecia      | 1   | 0       | 0      | 1      |
| 6      | Portogallo  | 1   | 0       | 0      | 1      |
| 10     | Bulgaria    | 0   | 2       | 1      | 3      |
| 11     | Turchia     | 0   | 2       | 0      | 2      |
| 12     | Azerbaigian | 0   | 1       | 0      | 1      |
| 12     | Rep. Ceca   | 0   | 1       | 0      | 1      |
| 12     | Germania    | 0   | 1       | 0      | 1      |
| 12     | Guatemala   | 0   | 1       | 0      | 1      |
| 12     | Messico     | 0   | 1       | 0      | 1      |
| 12     | Slovacchia  | 0   | 1       | 0      | 1      |
| 18     | Serbia      | 0   | 0       | 2      | 2      |
| 18     | Uzbekistan  | 0   | 0       | 2      | 2      |
| 20     | Canada      | 0   | 0       | 1      | 1      |
| 20     | Slovenia    | 0   | 0       | 1      | 1      |
| 20     | Stati Uniti | 0   | 0       | 1      | 1      |
| Totale | Totale      | 12  | 12      | 12     | 36     |